# Dynamika budowli
Dynamika budowli zajmuje się obliczaniem konstrukcji budowlanych poddanych obciążeniom zmiennym w czasie. Obciążenia takie wywoływane są na przykład
- pracą maszyn w halach fabrycznych,
- ruchem drogowym na mostach i przejazdach,
- rytmicznymi ruchami tancerzy w salach balowych,
- odstrzałami eksploatacyjnymi w kopalniach,
- ruchami podłoża gruntowego w czasie trzęsień ziemi,
- uderzeniami fal tsunami.

Z punktu widzenia mechaniki, konstrukcje budowlane są układami o nieskończonej liczbie stopni swobody. Obliczanie takich modeli, zwłaszcza dla układów złożonych, prowadzi jednak do skomplikowanych układów równań różniczkowych cząstkowych. Z tego powodu, dla celów obliczeniowych stosuje się najczęściej prostsze modele o skończonej, ale czasem bardzo dużej, liczbie stopni swobody. Badanie ruchu takich modeli sprowadza się do rozwiązywania równań różniczkowych zwyczajnych o postaci
|  |  | {\displaystyle M{\ddot {\vec {Q}}}(t)+C{\dot {\vec {Q}}}(t)+K{\vec {Q}}(t)={\vec {P}}(t)} |  | (1) |

gdzie dla przyjętego modelu o n stopniach swobody
{\displaystyle M(n\times n)} – macierz bezwładności mas,
{\displaystyle C(n\times n)} – macierz tłumienia,
{\displaystyle K(n\times n)} – macierz sztywności,
{\displaystyle {\vec {Q}}(n\times 1)} – wektor przemieszczeń (forma drgania),
{\displaystyle {\vec {P}}(n\times 1)} – wektor sił zewnętrznych (wymuszających).
Elementy {\displaystyle m_{ij},c_{ij},k_{ij}} macierzy {\displaystyle M,C,K} są reakcjami {\displaystyle i}-tego więzu kinematycznego odpowiednio na jednostkowe przyspieszenie, prędkość i przemieszczenie {\displaystyle j}-tego więzu. Macierze {\displaystyle M,K} są symetryczne.
Obliczanie elementów macierzy {\displaystyle M,C,K} stanowi trudny problem, który dzisiaj najczęściej rozwiązuje się za pomocą metody elementów skończonych. Jej podstawę stanowi teoria aproksymacji pozwalająca w sposób przybliżony opisać stan przemieszczenia układu za pomocą odpowiednich wielomianów. Są one budowane jako funkcje skończonej liczby przemieszczeń {\displaystyle Q_{j}(t),\;j=1,2,\dots ,n} występujących w wyróżnionych punktach węzłowych konstrukcji. Jeżeli jest ona układem prętowym, to węzły są punktami połączeń poszczególnych prętów. W konstrukcjach płytowych, tarczowych i powłokowych o ciągłym rozkładzie masy, węzły są punktami fikcyjnymi, rozmieszczonymi w odpowiedni sposób na powierzchni środkowej.
Ważną charakterystyką dynamiczną układu drgającego o n stopniach swobody jest jego widmo częstości drgań własnych
{\displaystyle \Omega =(\omega _{1},\omega _{2},\dots ,\omega _{n})\qquad \omega _{1}\leqslant \omega _{2}\leqslant \ \dots \ \leqslant \omega _{n}.}
Częstości te obliczane są na podstawie równania opisującego drgania swobodne (nietłumione) badanego układu
{\displaystyle M{\ddot {\vec {Q}}}(t)+K{\vec {Q}}(t)=0.}
Równanie to ma niezerowe rozwiązania
{\displaystyle {\vec {Q}}_{i}(t)={\vec {A}}_{i}\sin {\omega _{i}t}\quad {\mbox{dla}}\quad i=1,2,\dots ,n}
wtedy, gdy spełniony jest warunek
|  |  | {\displaystyle (-\omega _{i}^{2}M+K){\vec {A}}_{i}=0\quad i=1,2,\dots ,n.} |  | (2) |

Na to jednak aby istniały {\displaystyle {\vec {A}}_{i}\neq 0\;{\mbox{ dla }}\;i=1,2,\dots ,n} musi zostać spełnione równanie
{\displaystyle Det\ (K-\omega _{i}^{2}M)=0,}
służące do wyznaczania częstości {\displaystyle \omega _{i}} drgań własnych układu.
Na podstawie znanych już wartości {\displaystyle \omega _{i}} oblicza się formy drgań własnych {\displaystyle {\vec {A}}_{i}} z równania (2). Dla dowolnych {\displaystyle (\omega _{i},{\vec {A}}_{i}){\mbox{ i }}(\omega _{k},{\vec {A}}_{k})} możemy wtedy napisać następujące tożsamości
{\displaystyle \omega _{i}^{2}{\vec {A}}_{k}^{T}M{\vec {A}}_{i}\equiv {\vec {A}}_{k}^{T}K{\vec {A}}_{i},\qquad \omega _{k}^{2}{\vec {A}}_{i}^{T}M{\vec {A}}_{k}\equiv {\vec {A}}_{i}^{T}K{\vec {A}}_{k}.}
Po dokonaniu transpozycji w drugiej tożsamości, uwzględnieniu, że {\displaystyle M^{T}\!=M\;{\mbox{oraz}}\;K^{T}\!=K,} po odjęciu stronami i przyjęciu, że {\displaystyle \omega _{i}\neq \omega _{k},} otrzymujemy warunek wzajemnej ortogonalności form drgań własnych
{\displaystyle {\vec {A}}_{i}^{T}M{\vec {A}}_{k}=0\qquad {\mbox{dla}}\qquad i\neq k.}
Wyznaczenie wszystkich par {\displaystyle (\omega _{i},{\vec {A}}_{i})\;{\mbox{ dla }}\;i=1,2,\dots ,n} nosi nazwę analizy modalnej.
Przy projektowaniu konstrukcji poddanych obciążeniom harmonicznym o postaci {\displaystyle {\vec {P}}(t)={\vec {F}}\sin \theta t} najważniejsze znaczenie ma zazwyczaj znajomość dolnego odcinka widma, gdyż drgania o najniższych częstościach wywołać jest najłatwiej. W przypadku, gdy {\displaystyle \theta \sim \omega _{i},} powstaje zjawisko rezonansu na częstości {\displaystyle \omega _{i}} objawiające się nadmiernymi przemieszczeniami konstrukcji. Można go uniknąć zmieniając jej widmo dzięki przeprojektowaniu.
Gdy działające obciążenie zewnętrzne {\displaystyle {\vec {P}}(t)} jest dowolną funkcją czasu, równanie ruchu (1) poddaje się numerycznemu całkowaniu, aby otrzymać odpowiedź {\displaystyle {\vec {Q}}(t).} Do tego celu opracowano szereg programów komputerowych.